# アウグストゥフ
アウグストゥフ（ポーランド語: Augustów [au̯ˈɡustuf] ( 音声ファイル)）は、ポーランド北東部に位置する町。リトアニア語名はアウグスタヴァス（Augustavas）で、2021年時点の人口は2万9729人である。ネッタ川とアウグストゥフ運河に面し、かつてはスヴァウキ県に属したが1999年の行政区分再編でポドラシェ県に組み込まれた。アウグストゥフ郡とアウグストゥフ地区の中心都市である。

## 歴史
1496年に初めて歴史上に登場し、1557年にジグムント2世から都市権を賜った。かつてはリトアニア大公国に属したが、1569年のルブリン合同でポーランド王国の一部となり、町の墓地は大公国領に移された。1656年にタタール人から襲撃を受け、17世紀後半には伝染病に悩まされた。
1795年にプロイセンに併合されたが、1807年にはワルシャワ公国領となり、1815年のウィーン会議でポーランド立憲王国に組み込まれた。1842年に郡都となり、1899年には鉄道が敷かれた。
第一次世界大戦では1914年にロシア軍のもとに陥落し、その余波を受けて勃発したポーランド＝リトアニア戦争でも1920年に戦場となった。1939年から1941年にかけてはソ連軍のもとで多くの住民がカザフスタンに送られたが、その一部は6年後に帰還できた。第二次世界大戦では1944年のナチス退却までに市街の7割が壊滅し、住民の大多数が死亡もしくは疎開、数千人のユダヤ人も壕に囲われたゲットーに収容され、退却までにそのほとんどが抹殺された。1945年にはソ連がポーランド国内軍の反共部隊掃討作戦を展開した。
1970年に保養地になり、1973年には周囲の村々と合併した。

## 環状道路論争
2007年、EU域内で最も広大な原生湿地帯であるロスプダ渓谷の湿地を通るヴィア・バルティツァバイパスの建設をめぐって大論争が起こった。欧州委員会が即時差し止めを下し、工事は中止された。

## ブリタニカにおける記述
1911年刊行のブリタニカ百科事典第11版ではアウグストヴォ（Augustowo）と表記されている。それによるとヴィスワ川とネマン川とをつなぐ長さ65kmの運河沿いに位置し、1557年にジグムント2世アウグストゥスによって築かれ、彼の名にちなみ命名された。人々はとても紳士的で、広大な市場では家畜や馬が取引され、亜麻製品やハッカバックがつくられている。1897年の人口は1万2746人であった。

## 観光
観光地としてはメジャーでないが、多くの見どころがある。プロイセン王国（当時）のエルブロンク運河に対抗してポーランド立憲王国が建設した長大なアウグストゥフ運河があり、複数の湖を経由してヴィスワ川とネマン川の間の水運を可能にしている。いまでは運河や運河がつなぐ湖でヨットなどの舟遊びができ、周囲の美しい景観が楽しめる。オフィツェルスキー・ヨットクラブは1930年代に設立されたヨットクラブで、リゾート地への変貌の原動力となった。また、ボートツアーも人気がある。旧市街の広場はいまだ石畳である。

## 姉妹都市
- ポルト・チェレージオ（イタリア）
- スクラルスカ・ポレンバ（ポーランド）
- トゥースラ（フィンランド）